# 帯那山
帯那山（おびなやま）は、山梨県甲府市と同県山梨市の境にあり奥秩父山地の南（西）部に位置する山。標高は1,422m。山梨百名山、 甲府名山のひとつ。
水ヶ森林道が、太良ヶ峠 - 帯那山 - 水ヶ森 - 乙女高原と通っている。帯那山高原牧場（ハーベストリゾート構想）や、アヤメの群生地があり、6月頃に満開を迎える。奥帯那三角点がある。積翠寺御料林の中にあった。甲府駅からの途上には武田神社がある。
山頂付近には 1955年 (昭和30年) 前後に建設された警察庁無線中継所跡の局舎が残っており、避難所、休憩所として使われている。

## 歴史
奥秩父山地は甲府城下の背後にあたり、江戸時代には帯那山から東の亀沢川流域の12か村（現・甲斐市）は、木材などの林産物や技術労働を提供して諸役免許などの特権を得る杣（そま）がと呼ばれた。帯那山中腹にあたる山梨郡北山筋の上帯那村も浅野氏時代に甲府城普請で杣御用も務めており、亀沢川12か村と同様に村々で特権を保証する文書を保管している。

## 隣接する山
- 太良ヶ峠（太良峠、多羅が峠）
- 弓張峠
- 水ヶ森
- 古峠
- 八幡山

## 温泉
- 積翠寺温泉（新湯 要害温泉、古湯 古湯坊）